# Trametes hirsuta
Trametes hirsuta (Franz Xaver von Wulfen, 1791 ex Curtis Gates Lloyd, 1924 sau Albert Pilát, 1939), sin. Coriolus hirsutus (Franz Xaver von Wulfen, 1791 ex Lucien Quélet, 1886), Polystictus hirsutus (Franz Xaver von Wulfen, 1791 ex Elias Magnus Fries, 1821), din încrengătura Basidiomycota în familia Polyporaceae și de genul Trametes, denumită în popor iască păroasă, sau coriolusul păros, este o specie comună de ciuperci necomestibile și saprofage, ce descompune lemnul pe cioate, trunchiuri căzute, aflate în putrefacție și lemn stivuit, producând putregaiul alb. Se dezvoltă în România, Basarabia și Bucovina de Nord de la câmpie la munte în aproape orice anotimp al anului, pe lemn mort de foioase în special de fag, dar și de mesteacăn, plop, salcie, stejar), uneori chiar și pe cel de rășinoase, prin păduri, grădini, parcuri sau de-a lungul străzilor, dezvoltându-se adesea în grupuri de multe exemplare, dispuse în rozetă sau suprapuse, uneori concrescute la bază. Preferă locuri uscate și luminoase. Sporificarea începe toamna târziu la temperaturi scăzute, majoritatea sporilor formându-se primăvara. Trăiește doar câte un sezon.

## Taxonomie

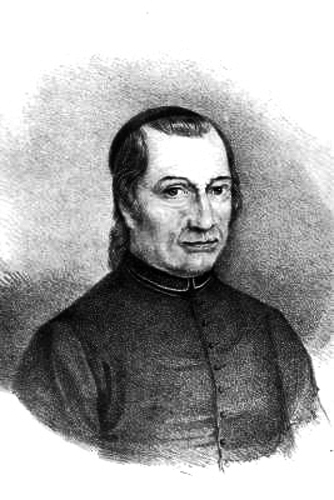
Franz X. von Wulfen

Numele binomial a fost determinat drept Boletus hirsutus de preotul romano-catolic și botanistul, austriac Franz Xaver von Wulfen în volumul 2 al Collectanea ad botanicam, chemiam, et historiam naturalem spectantia din 1788 (specia înregistrată: 1791).
În secolul al XX-lea, specia a fost transferată la genul Trametes sub păstrarea epitetului, fiind numele curent valabil (2021). Dar autorul numit de comitetul de nomenclatură Index Fungorum, anume savantul american Curtis Gates Lloyd (1859-1926), bazându-se pe lucrarea lui în volumul 7 al jurnalului Mycological Writings din 1924, este în contradicție cu comitetul de nomenclatură Mycobank care îl determină  pe Albert Pilát, referindu-se la descrierea acestuia în volumul III, partea B, al operei sale  Atlas des champignons de l'Europe: Polyporaceae din 1939. Dacă descrierea lui Lloyd se dovedește corectă, ar trebui să fie preferată, fiind atunci taxonul mai vechi.
Toate cele multe alte încercări de redenumire sunt acceptate sinonim. Mai este de menționat, că două din ele, anume Coriolus hirsutus (Wulfen) Quél. (1886) și Polystictus hirsutus (Wulfen) Fr. (1851) mai apar în cărți micologice.
Numele generic se trage din cuvântul (latină trames=curs, cărare, potecă, trecere), iar epitetul este derivat din cuvântul (latină hirsutus=bărbos, păros, spinos, țepos), adică o referire la aspectul pe exterior al ciupercii.

## Descriere

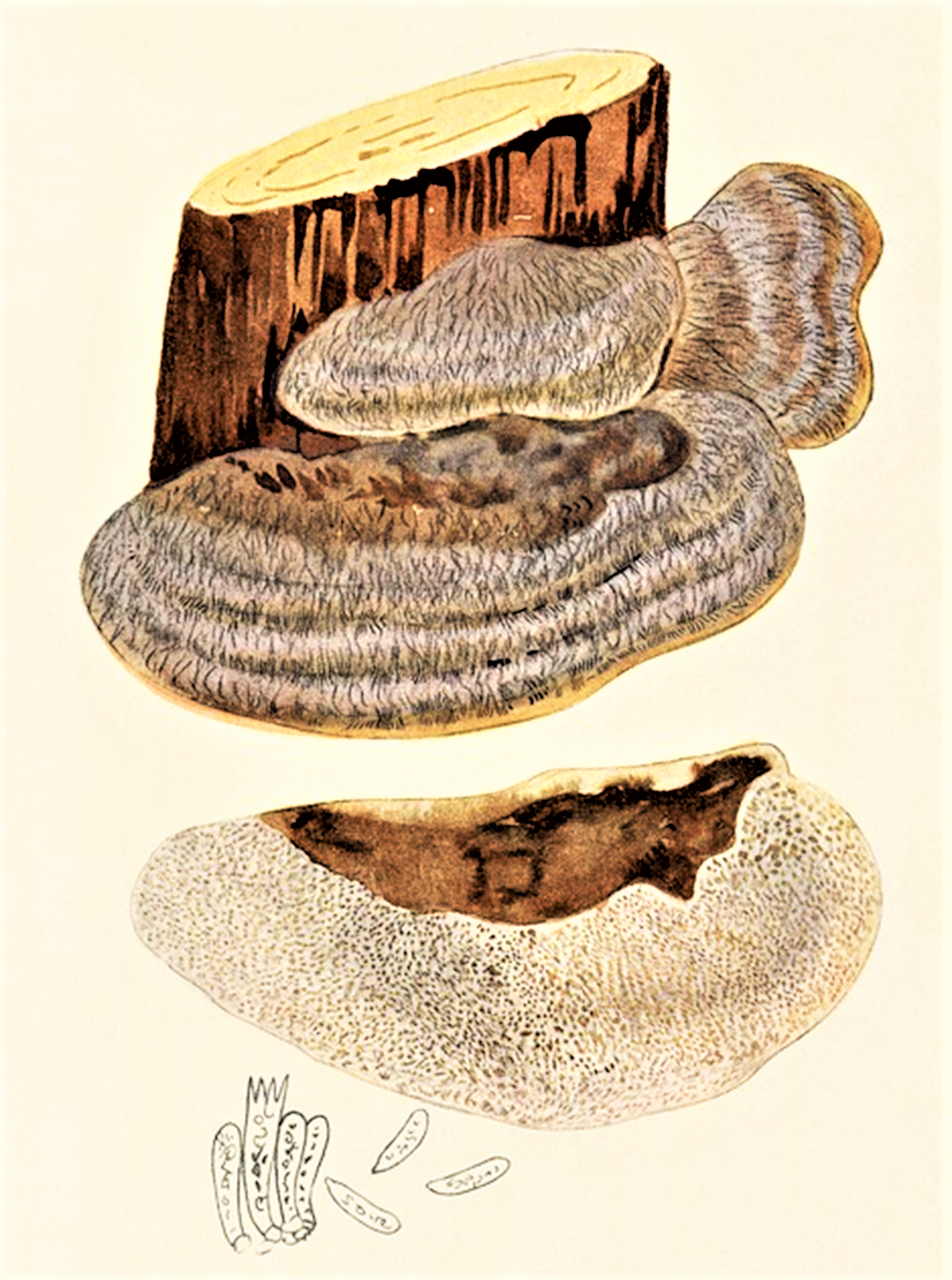
Bres.: Polystictus hirsutus

- Pălăria: are un diametru de 4-10 (15) cm și o înălțime de 1-2 cm, este foarte subțire, inițial elastică, dar repede scorțoasă și tare, având forma de evantai, rinichi sau scoică. Mai ales în tinerețe este acoperită cu un strat păros, țesălat, albicios care se pierde la avansarea în vârstă, cuticula fiind în sfârșit goală, netedă și lucioasă. Zone concentrice, ondulate, diferit colorate, nu rar separate de caneluri, sunt vizibile pe suprafață. Coloritul poate fi albui, gri-albicios până crem, la bătrânețe și gri-brun murdar. Uneori, suprafață are un aspect verzui din cauza năpădirii prin alge.
- Tuburile: albicioase până crem, adesea cu nuanțe gri, sunt destul de înguste și extrem de scurte, nedepășind lungimea de 0,6 cm, fiind separate de carnea pălăriei de o linie neagră.
- Porii: albicioși până gălbui, devenind gri în vârstă, sunt rotunjit unghiulari, relativ grosolani, optic destul de mari, cu un diametru de până la 0,5 mm (2-4 la 1 mm pătrat). Sunt separați de partiții, care sunt inițial groase, devenind treptat mai subțiri.
- Piciorul: în general nu are picior. Uneori dezvoltă un peduncul foarte scurt și neînsemnat.
- Carnea: este albă, uscată, subțire, pieloasă, dură și scorțoasă, descărnată în zona superioară, mai groasă în zona inferioară, cu un strat împărțit în gri (sus) și alb (jos), separat printr-o linie neagră, mirosul fiind inodor până slab de ciuperci și gustul insignifiant, blând în tinerețe, dar bătrân ceva amar.[5][6]
- Caracteristici microscopice sporii cilindrici până alungit elipsoidali, preponderent slab curbați, sunt mici, netezi, neamiloizi (nu se decolorează cu reactivi de iod) și hialini (translucizi), cu un conținut granular și o mărime de 6-8 x 2-2,5 microni. Pulberea lor este deschis gri-albicioasă. Basidiile cu 4 sterigme fiecare sunt clavate, cu catarame și măsoară 12-16 x 4-6 microni. Cistide (elemente sterile situate în stratul himenal sau printre celulele din pielița pălăriei și a piciorului, probabil cu rol de excreție) lipsesc.[15]
- Reacții chimice carnea se decolorează cu hidroxid de potasiu mat gălbui, dar efectul lipsește uneori.[16]

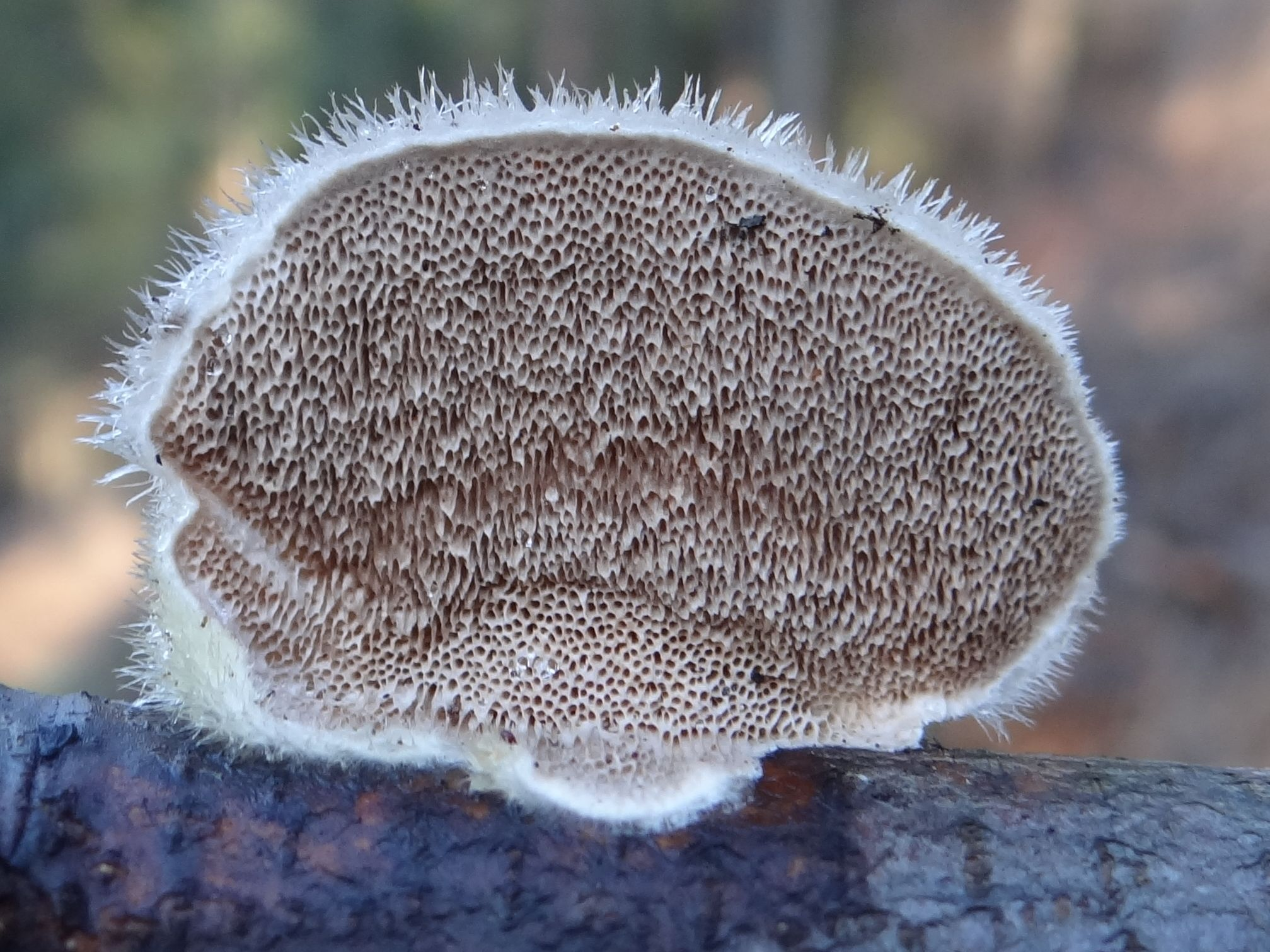
T. hirsuta tânără, pori
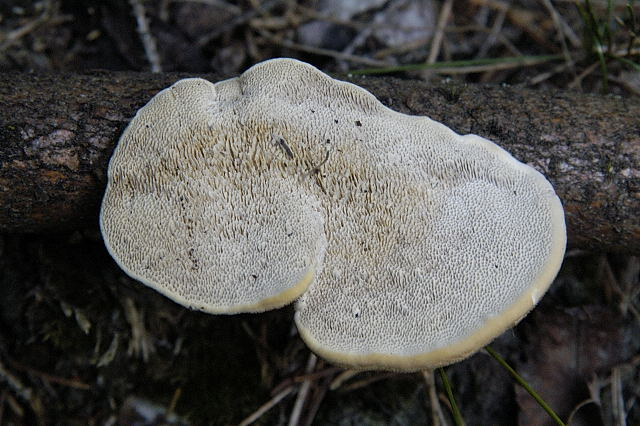
T. hirsuta matură, pori
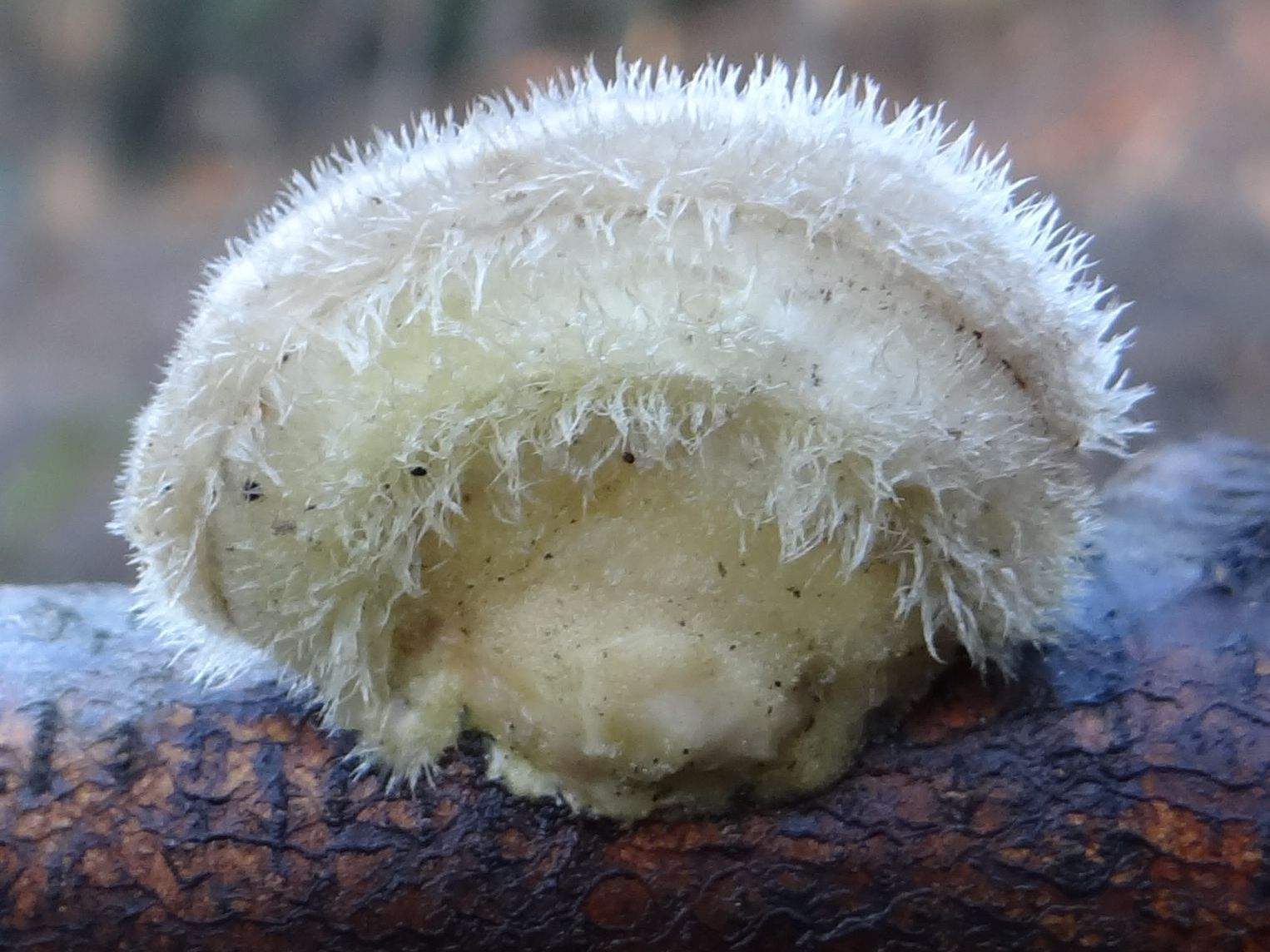
T. hirsuta tânără
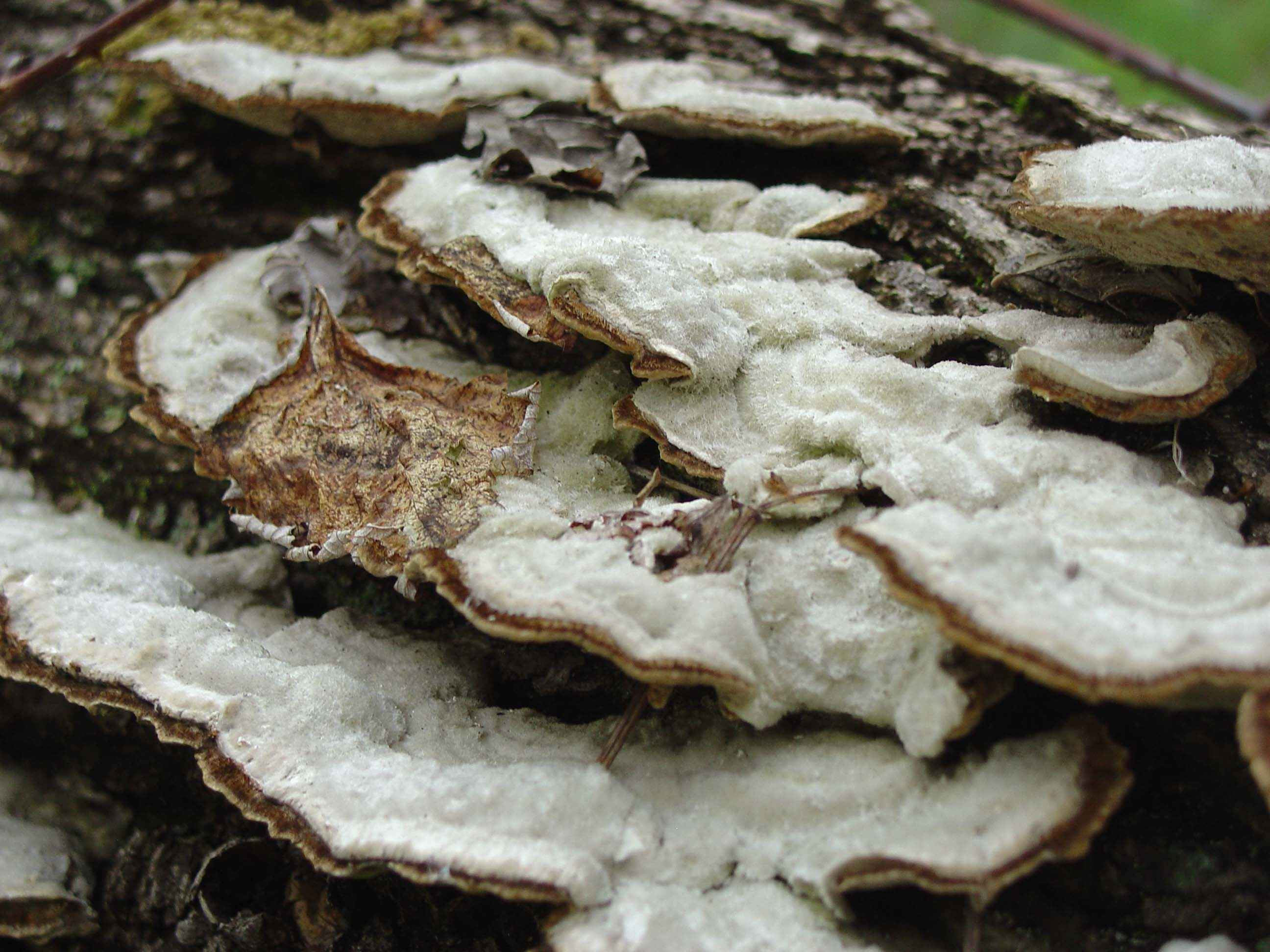
T. hirsuta bătrâne
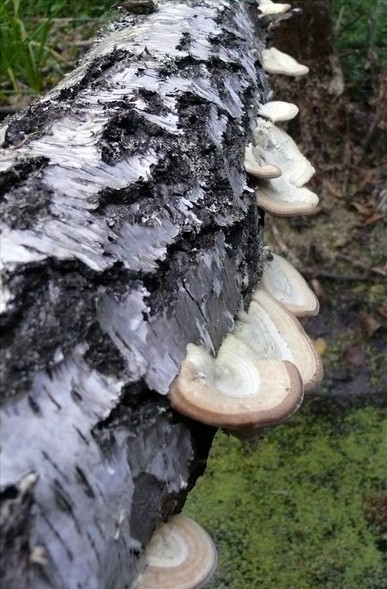
T. hirsuta în grup mai mare

## Confuzii
Iasca păroasă poate fi confundată cu alte specii saprofage și în majoritate necomestibile, ca de exemplu cu Bjerkandera adusta, Coriolopsis gallica sin. Trametes extenuata, Daedalea quercina sin. Trametes quercina, Daedaleopsis confragosa Meripilus giganteus, Stereum hirsutum, Stereum subtomentosum, Trametes cervina sin. Trametopsis cervina, Trametes cingulata, Trametes gibbosa, Trametes ochracea sin. Trametes zonata, Trametes pubescens, Trametes suaveolens, Trametes versicolor și Trichaptum biforme, dar de asemenea cu exemplare tinere ale voluminoaselor Fomes fomentarius sau Ganoderma applanatum, În stadiul timpuriu de dezvoltare ar putea fi confundat cu Laetiporus sulphureus tânăr.

## Specii asemănătoare în imagini

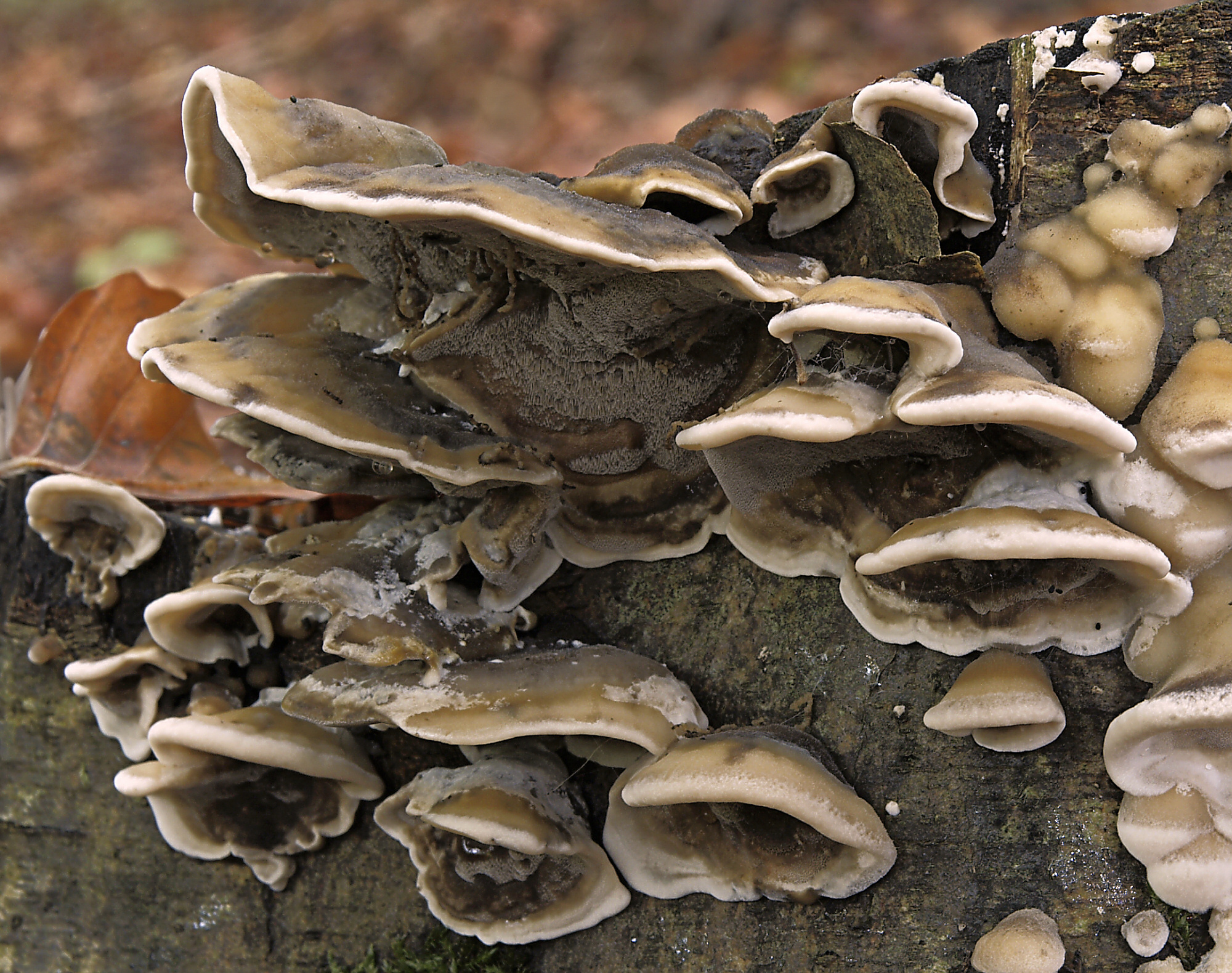
Bjerkandera adusta
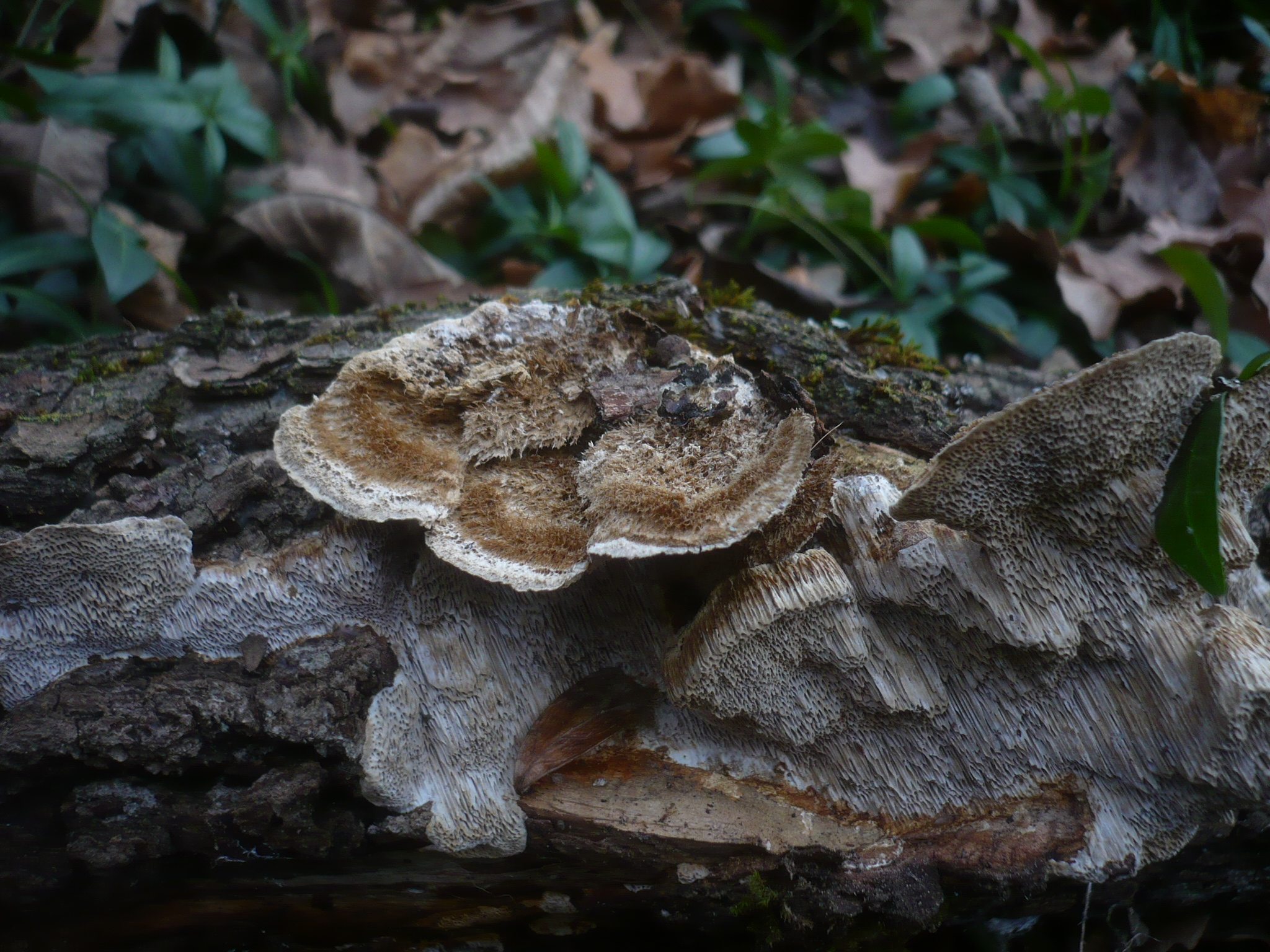
Coriolopsis gallica sin. Trametes extenuata
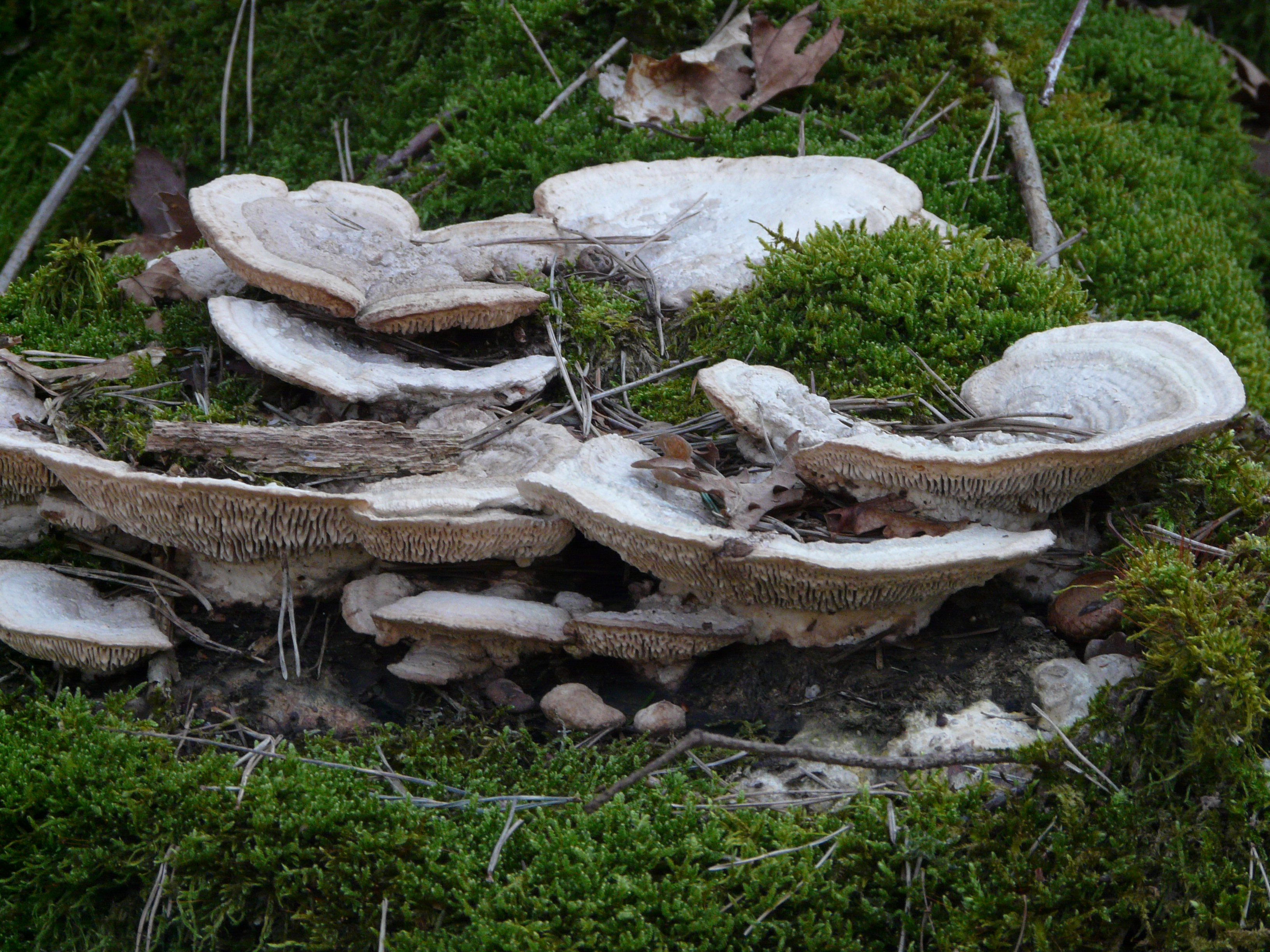
Daedalea quercina sin. Trametes quercina
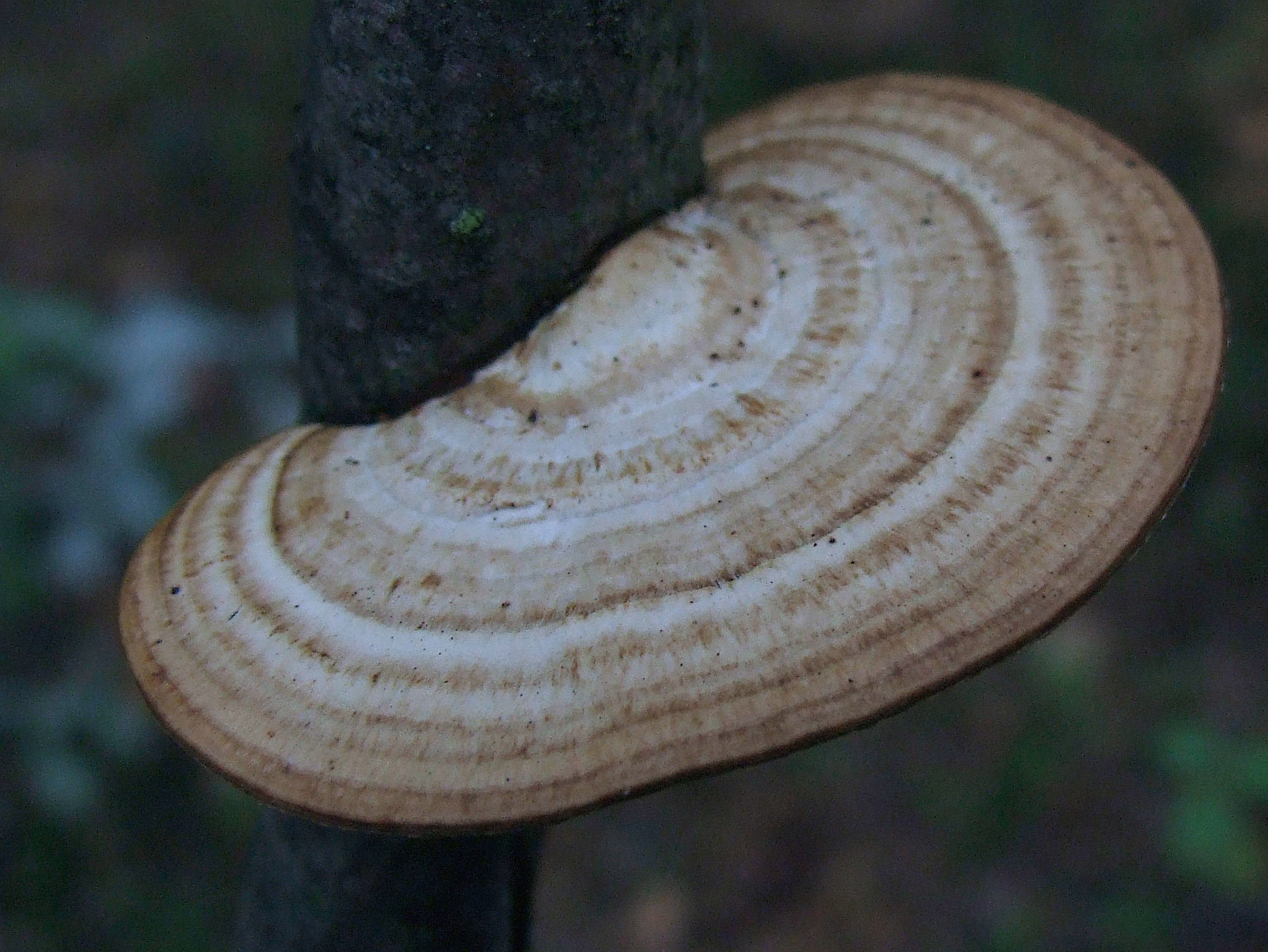
Daedaleopsis confragosa
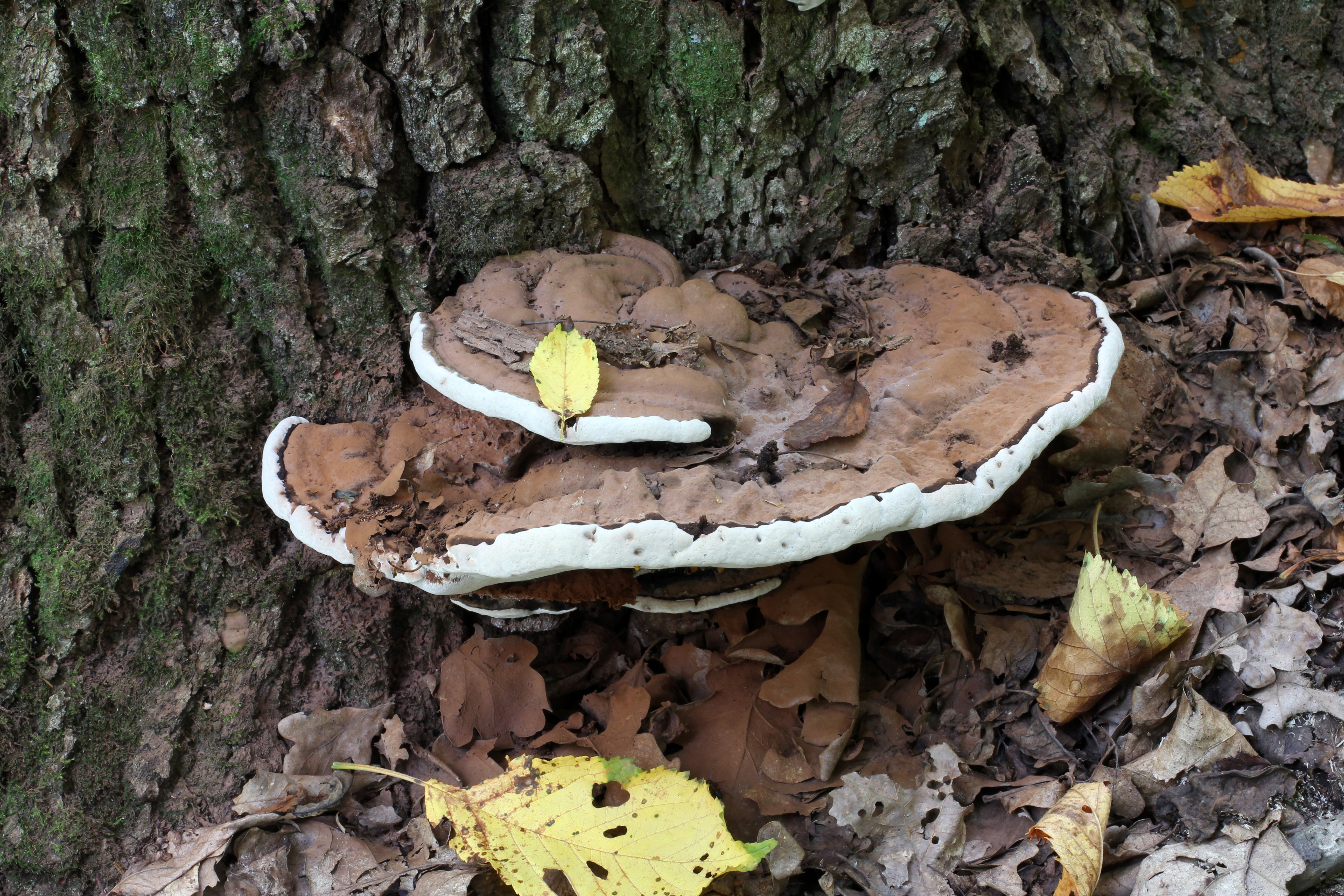
Ganoderma applanatum
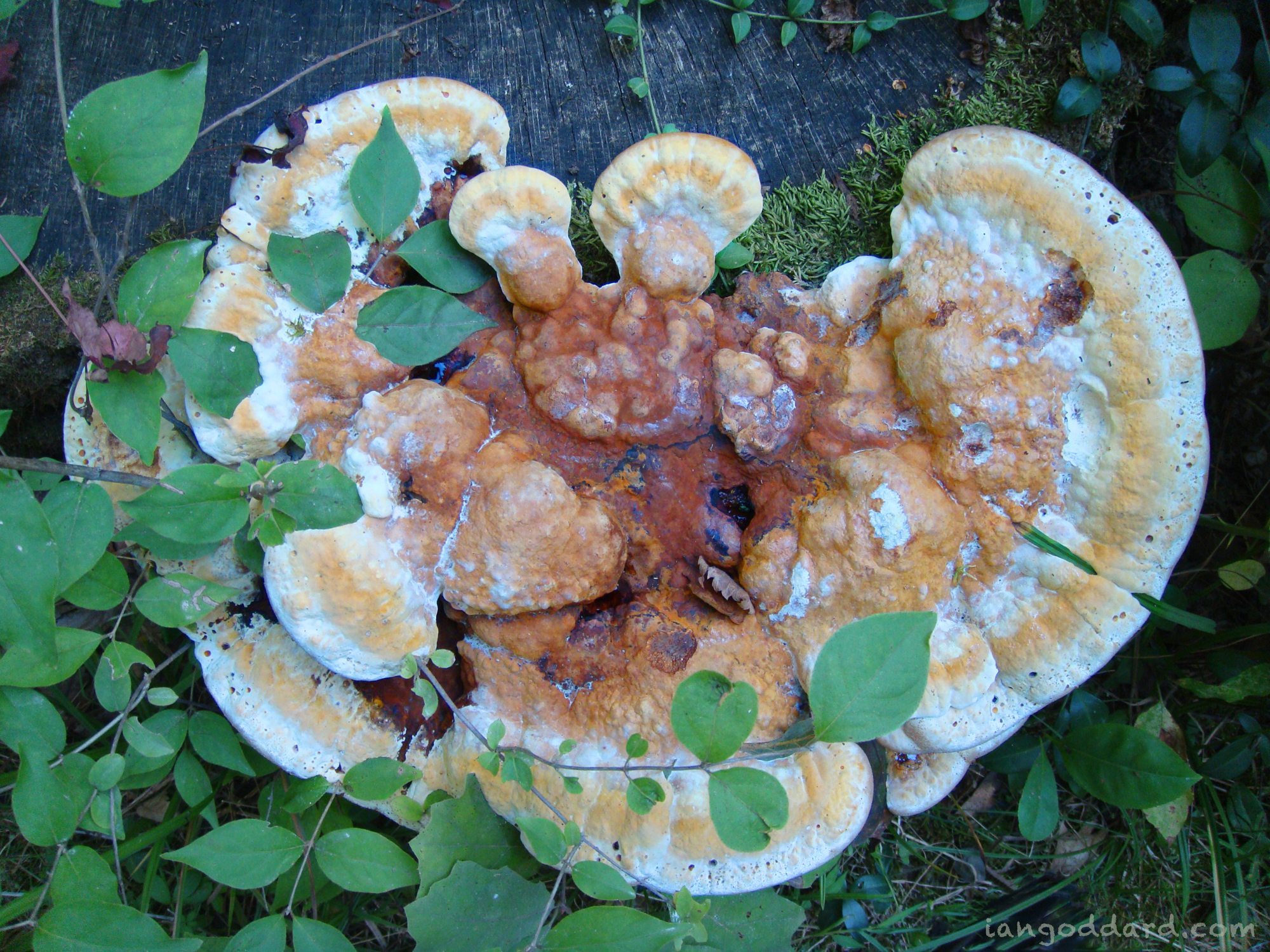
Laetiporus sulphureus bătrâni
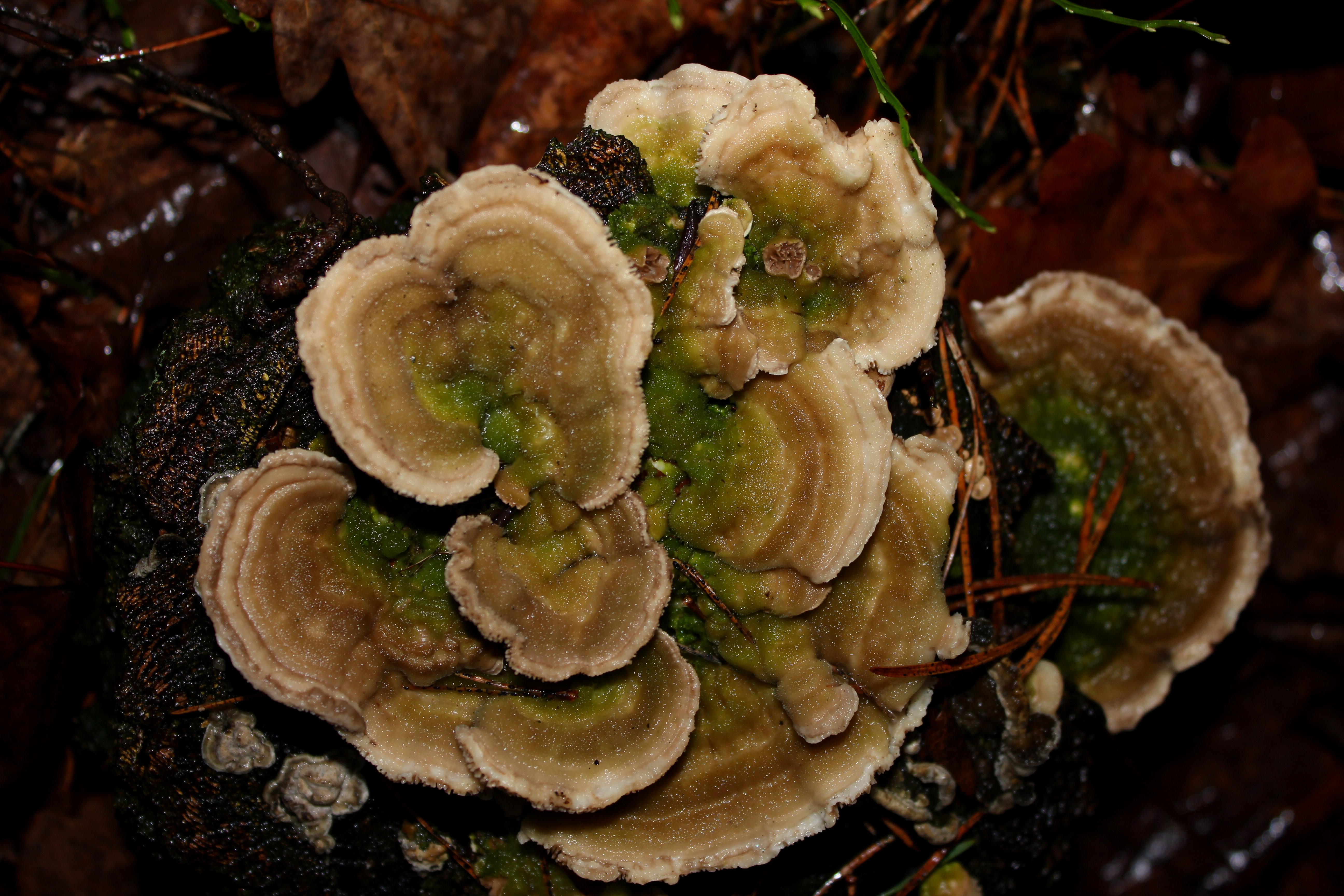
Meripilus giganteus
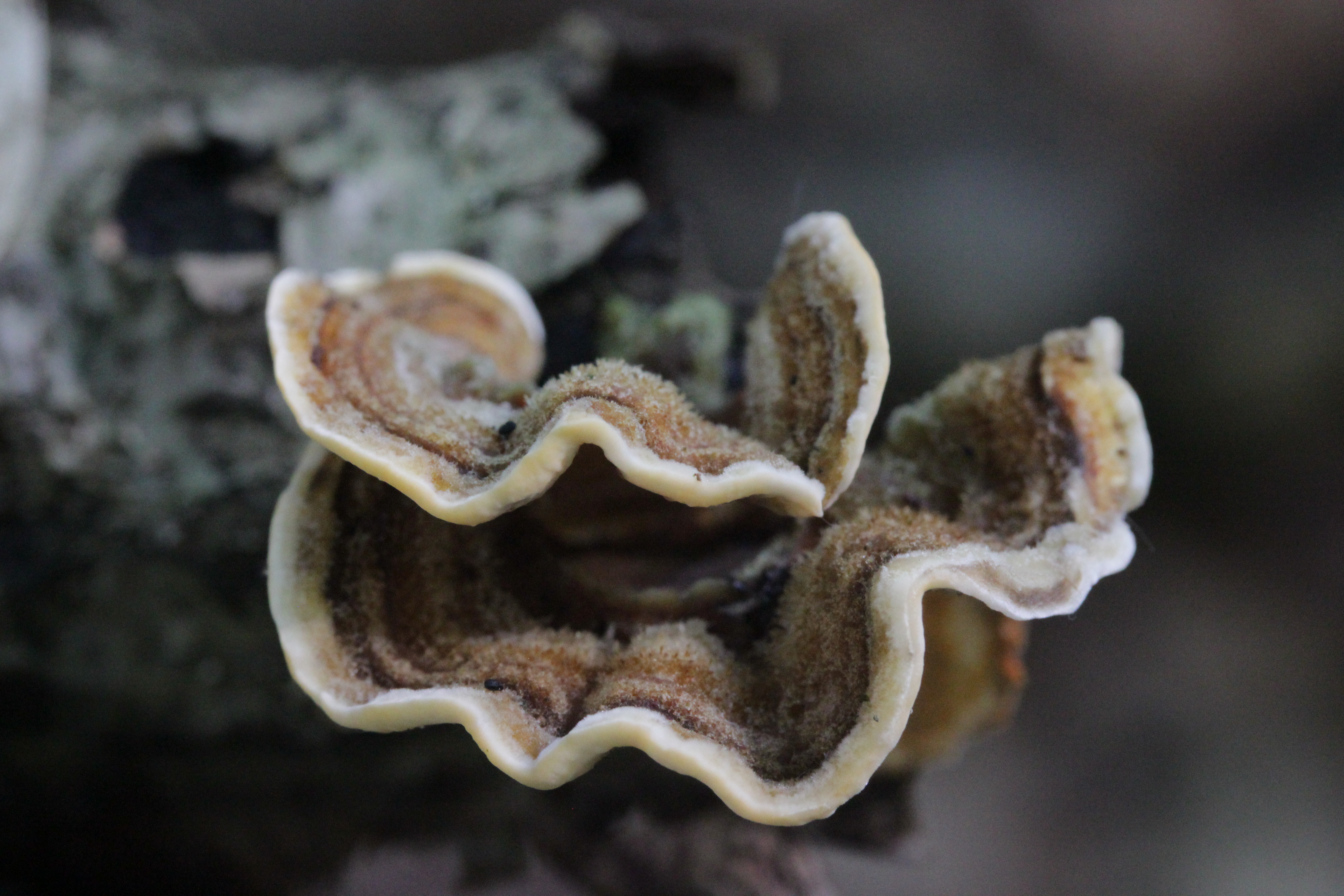
Stereum hirsutum
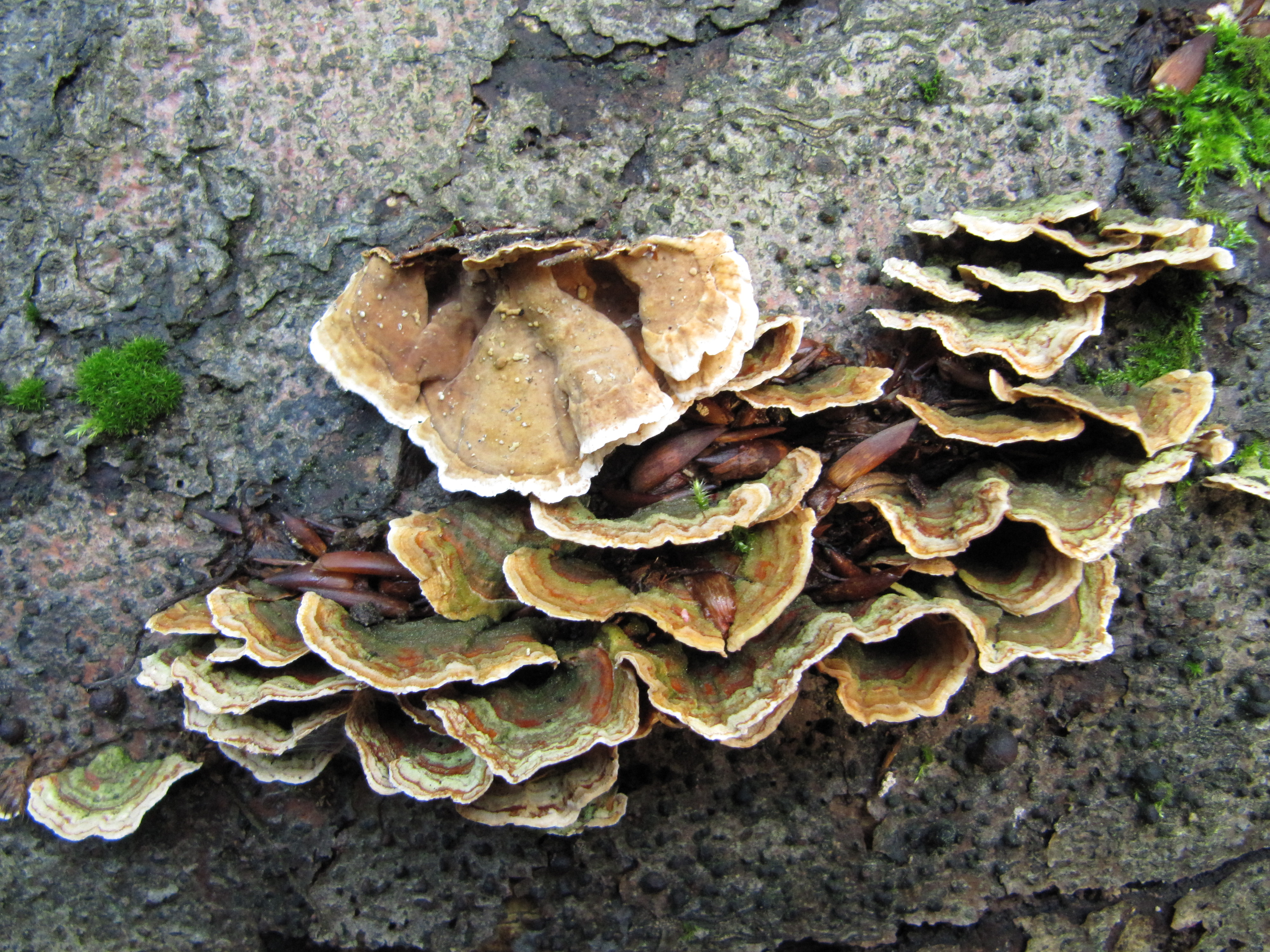
Stereum subtomentosum

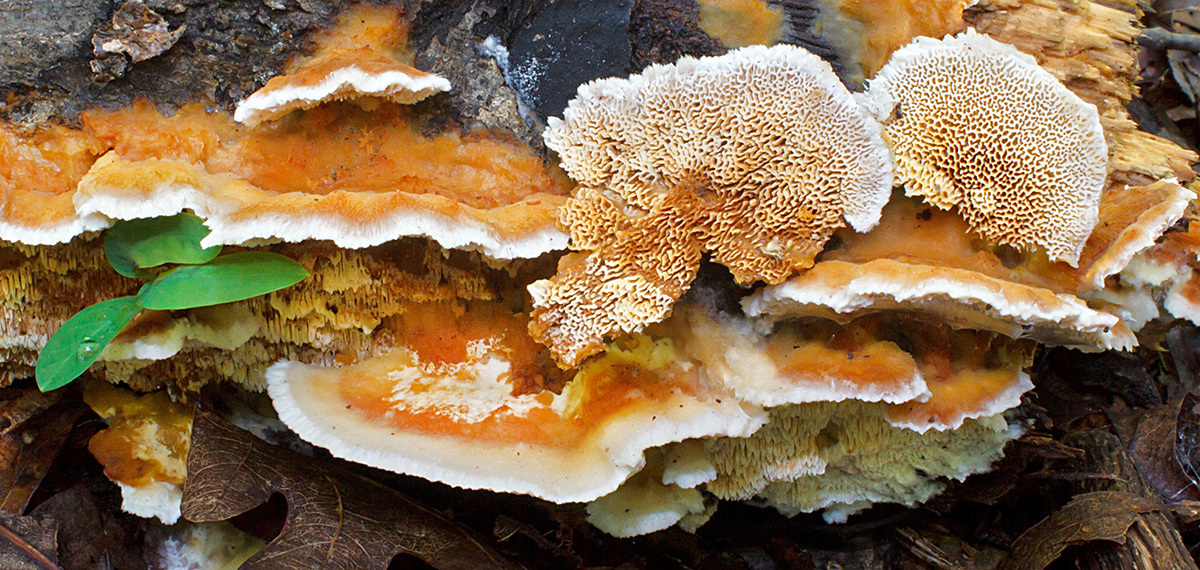
Trametes cervina sin. Trametopsis cervina
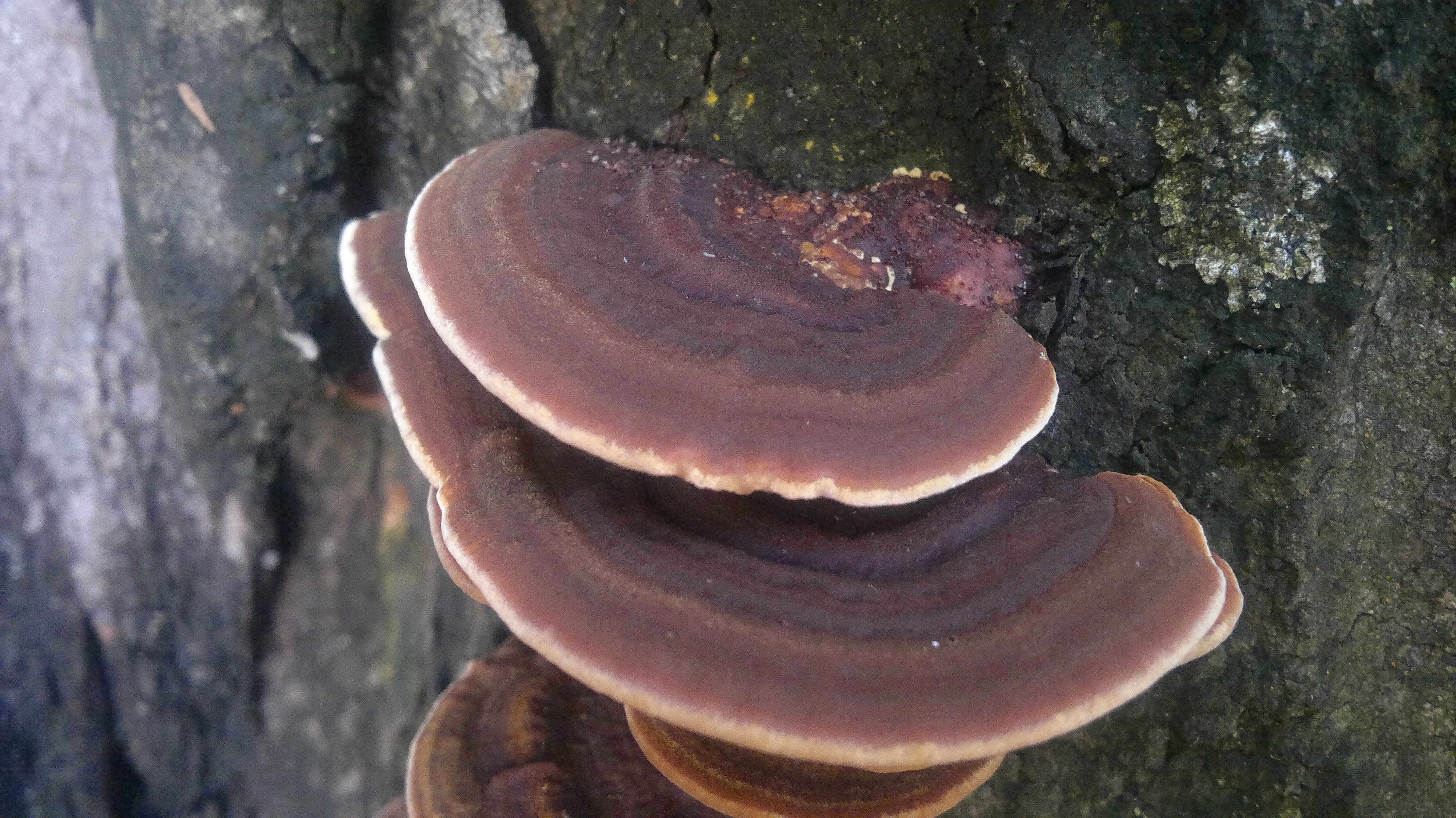
Trametes cingulata
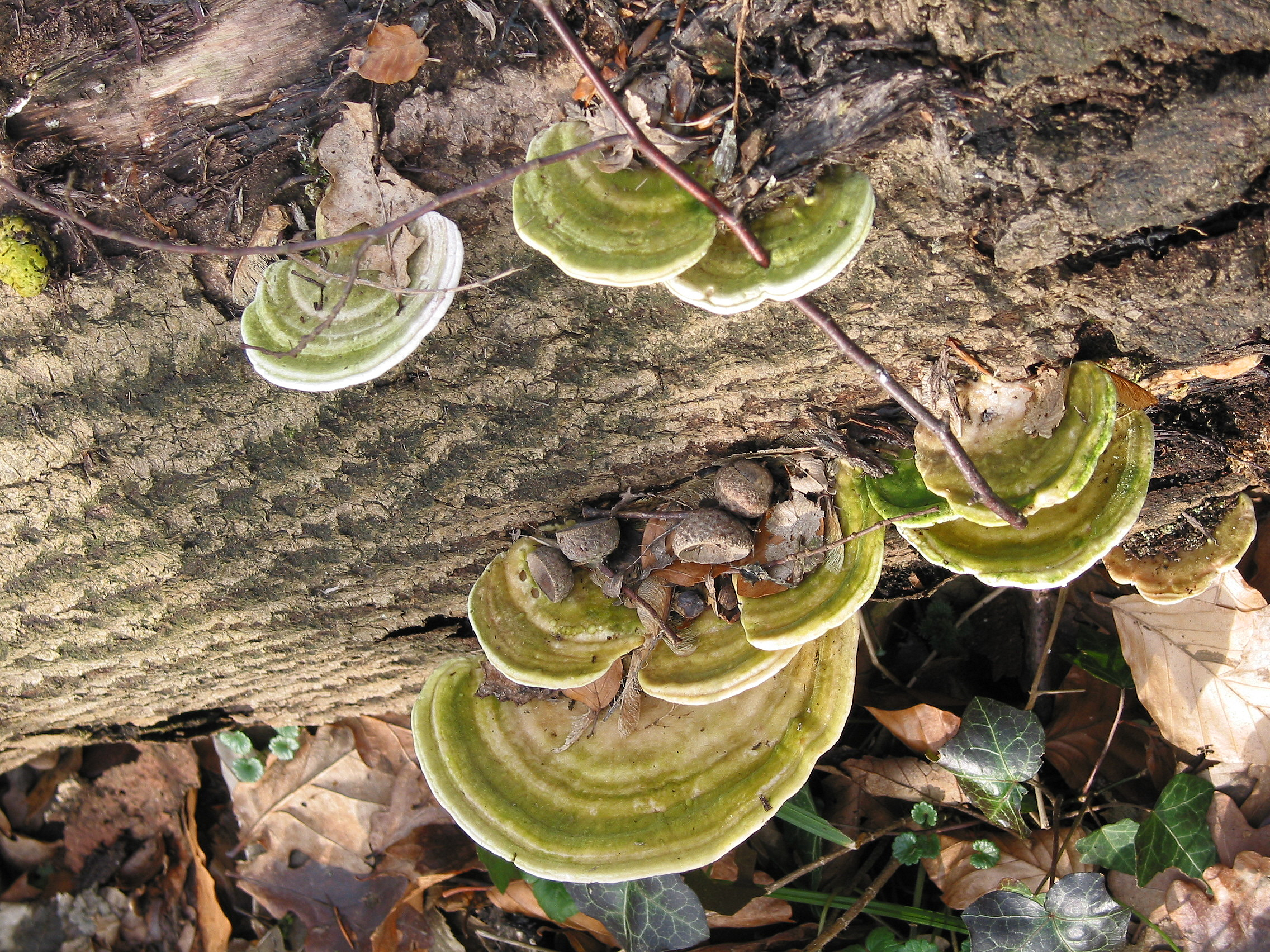
Trametes gibbosa
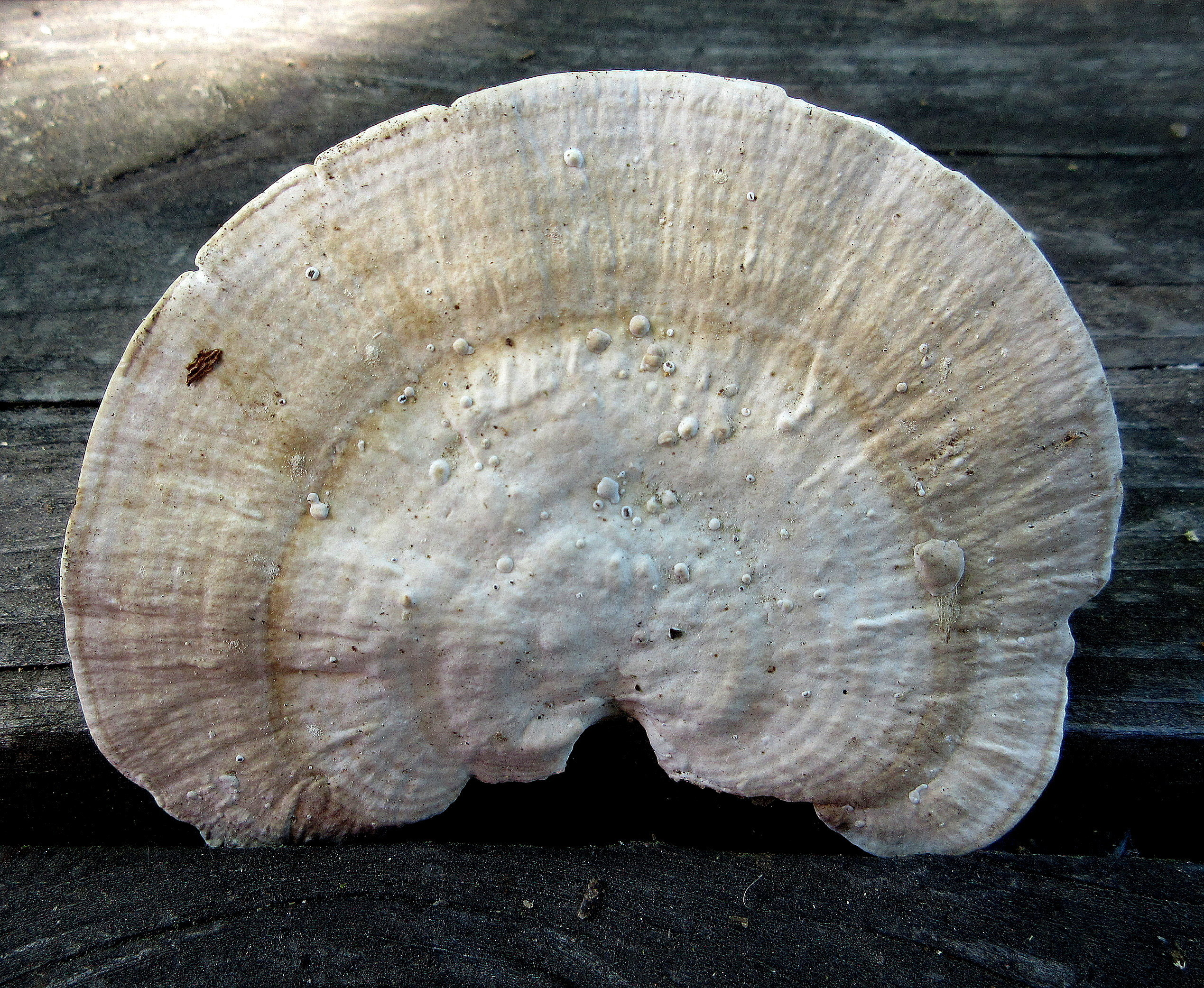
Trametes pubescens
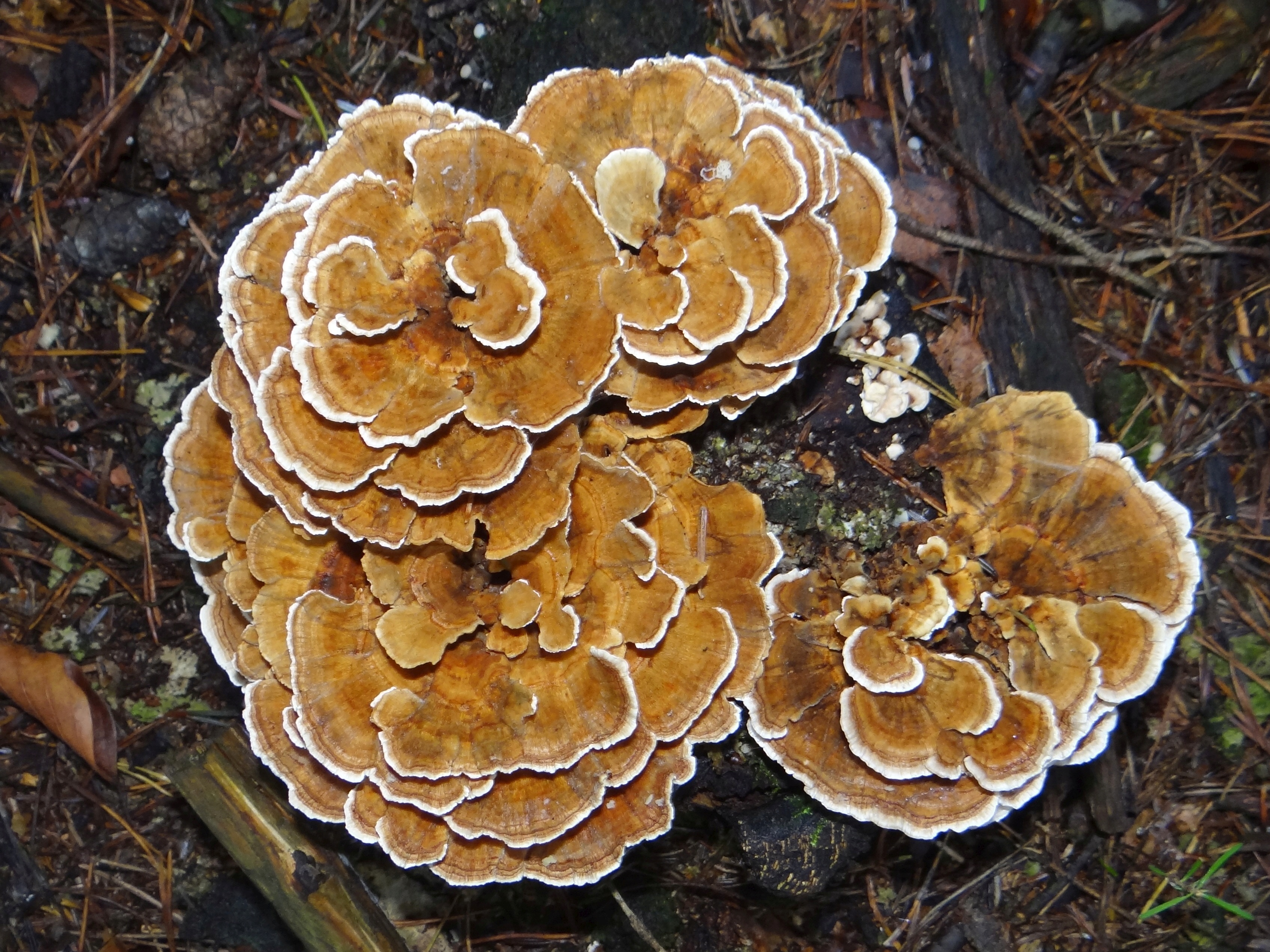
Trametes ochracea sin. Trametes zonata
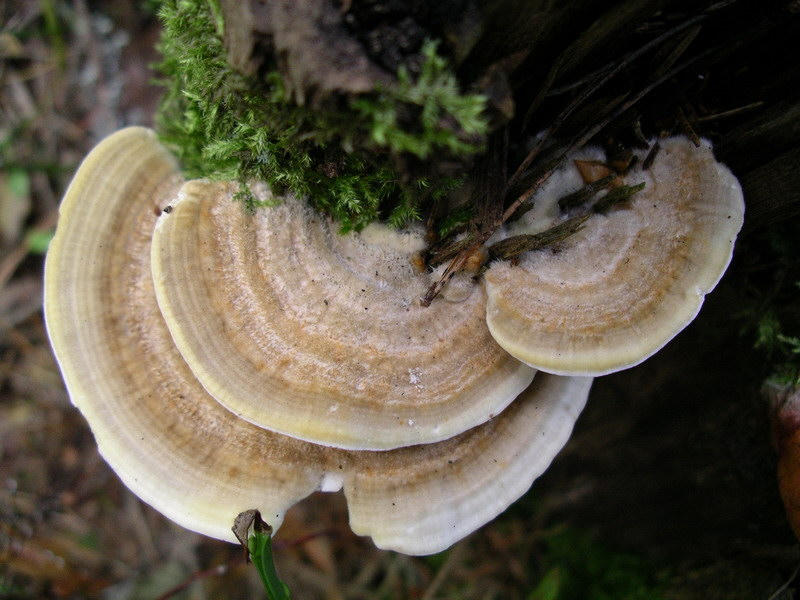
Trametes suaveolens
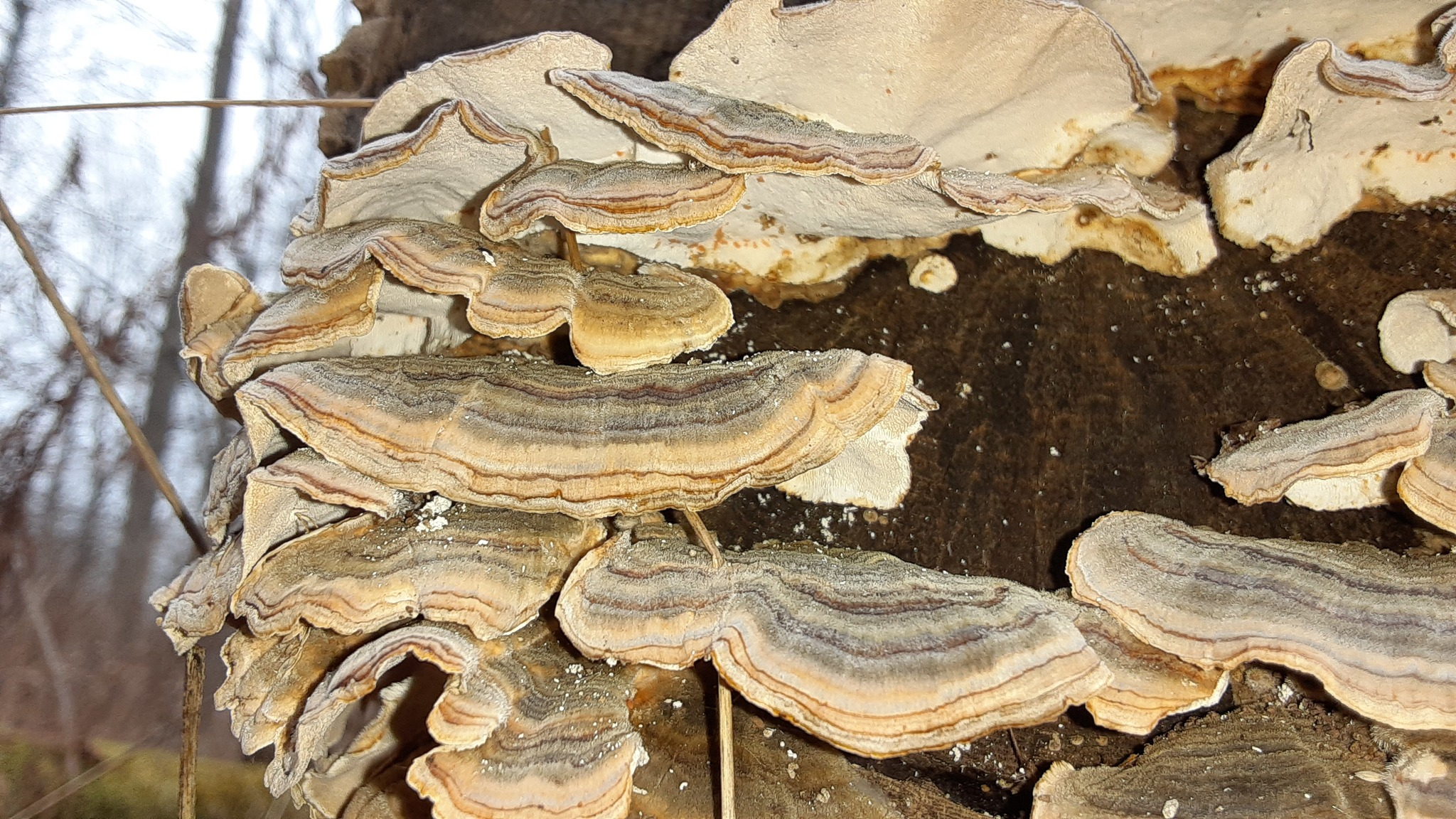
Trametes versicolor
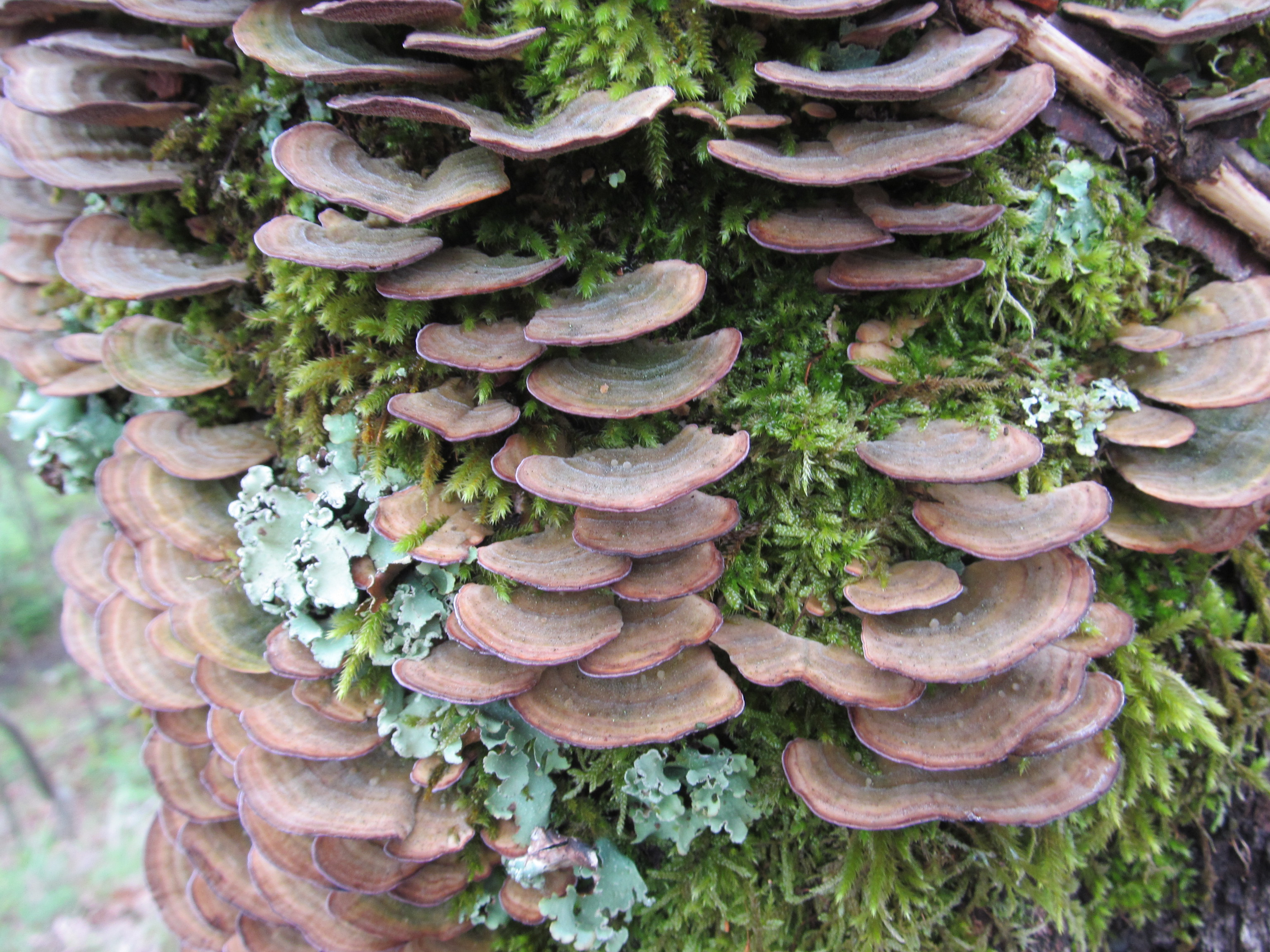
Trichaptum biforme

## Valorificare
Această ciupercă lignicolă se dezvoltă pe lemnul aflat la prima fază de descompunere efectuând descompunerea complexelor lignino-celulozice compuse, în  urma cărora lemnul pierde parțial proprietățile fizice și continuă să se dezvolte pe lemnul mort. Este apreciata pentru că "igienizează" pădurile, adică descompune lignina, reciclează substanțe organice și săruri minerale pe care le eliberează după o lungă perioada de timp.
Iasca păroasă este din cauza cărnii pieloase și tari necomestibilă. Spre deosebire de coada curcanului această iască nu este o ciupercă medicinală, dar adesea folosită ca burete de aranjament floral pentru coroane și ghirlande. Dar în viitor, aroma de anason pentru biscuiții de Crăciun ar putea fi produsă din materiale naturale ieftine și într-un mod ecologic: Oamenii de știință de la Universitatea din Graz au găsit un bio-catalizator în ciuperca Trametes hirsuta care permite reacții chimice cu oxigen atmosferic și fără solvenți.
Mai departe, chimistul austriac Georg Gübitz folosește enzime ale ciupercii pentru un proiect de cercetare la Austrian Centre of Industrial Biotechnology (acib) (Centrul austriac de biotehnologie industrială) pentru a dezvolta noi lacuri organice împreună cu un partener de afaceri. Vopselele obișnuite cu rășină alchidică, dintre care aproximativ 700.000 de tone sunt produse în fiecare an doar în Europa pentru a vopsi podele din lemn, mobiliar de grădină sau metale, sunt suspectate de a provoca cancer din cauza metalului greu conținut, anume cobalt.